# Antoni Janusz (lotnik)

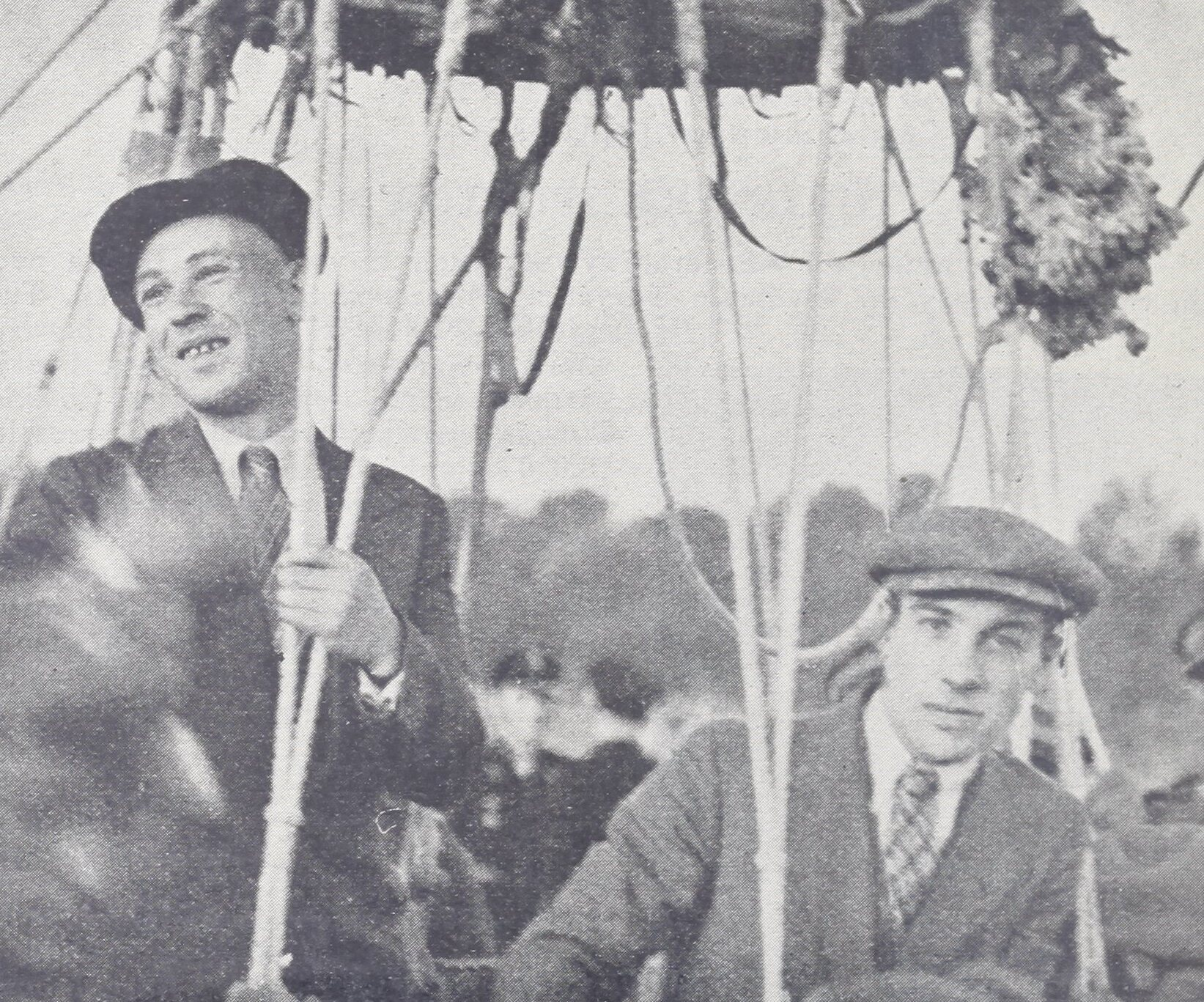
Zbigniew Burzyński (po lewej) i Antoni Janusz (po prawej).

Antoni Janusz (ur. 30 stycznia 1902 w Lesznie Wielkopolskim, zm. 28 sierpnia 2000 w Londynie) – podpułkownik pilot Polskich Sił Powietrznych (301 dywizjon bombowy), oficer Królewskich Sił Powietrznych (ang. Royal Air Force), uczestnik wojny przeciw bolszewikom 1920, oficer balonowy, zdobywca Pucharu Gordona Bennetta 1938, uczestnik kampanii polskiej, francuskiej i angielskiej 1939–1945.

## Życiorys
Od 1907 r. mieszkał w Jarocinie, gdzie ukończył Szkołę Podstawową im. Królowej Jadwigi. W Poznaniu ukończył Gimnazjum im. Karola Marcinkowskiego, a następnie Oficerską Szkołę Aeronautyczną. 28 września 1919 awansował na stopień podporucznika i został skierowany do służby w Batalionie Aeronautycznym 1 Dywizji Strzelców Wielkopolskich. Wraz z tą jednostką wyruszył na wojnę polsko-bolszewicką, uczestniczył w działaniach na przyczółku mostowym pod Bobrujskiem, prowadził rozpoznania lotnicze nieprzyjacielskich stanowisk. Dowodził kompanią podczas Bitwy Warszawskiej. Był jednym z najmłodszych oficerów odrodzonego Wojska Polskiego.
W okresie międzywojennym pozostał w służbie wojskowej jako oficer pilot. Służył w 1 batalionie balonowym w Toruniu. 5 marca 1934 został awansowany na kapitana ze starszeństwem z 1 stycznia 1934 i 8. lokatą w korpusie oficerów aeronautyki. W marcu 1939, w tym samym stopniu i starszeństwie zajmował 2. lokatę w korpusie oficerów lotnictwa, grupa techniczna. Pełnił wówczas służbę w 1 pułku lotniczym w Warszawie na stanowisku kierownika biura administracyjno-rachunkowego Bazy Lotniczej.
Tuż przed wybuchem II wojny światowej został przeniesiony do Ministerstwa Spraw Wojskowych. Szkolił pilotów balonowych i uczestniczył w pracach konstrukcyjnych nad nowymi modelami polskich balonów wojskowych w podwarszawskim Legionowie, odbył kurs pilotażu samolotowego.
W okresie międzywojennym angażował się czynnie w rozwój sportu balonowego. Był jego inspiratorem i propagatorem. Uczestniczył we wszystkich ważniejszych wydarzeniach polskiego baloniarstwa. W latach 30. był klasyfikowany jako zawodnik czołówki światowej. W dniu 25 października 1925 zwyciężył w I Krajowych Zawodach Balonów Wolnych o Puchar im. płk. Aleksandra Wańkowicza (wraz z por. Janem Zakrzewskim na balonie „Poznań” pokonał odległość 142 km w czasie 2:47 min.).
W 1927 r. rozpoczął starty w zawodach międzynarodowych. Pierwszym ważnym sukcesem było zajęcie 2. miejsca w Międzynarodowych Zawodach Balonów Wolnych w Poznaniu – balonem „Gdynia” przeleciał 354 km w czasie 22 godz. Od roku 1932 do 1938 regularnie reprezentował Polskę w zawodach o Puchar Gordona Bennetta, które w 1938 wygrał, pokonując odległość 1692 km w czasie 37:47 min.
17 września 1939, gdy ZSRR zbrojnie napadł na Polskę, Antoni Janusz przekroczył granicę rumuńską i przez Grecję, Tobruk, Casablankę dotarł wiosną 1940 do Francji. Po klęsce Francji przedostał się do Szkocji, gdzie został członkiem personelu naziemnego 301 dywizjonu bombowego Ziemi Pomorskiej „Obrońców Warszawy”.
W 1942 r. został ranny. W czasie jego leczenia i rekonwalescencji dywizjon został rozformowany, a jego załogi utworzyły Polską Eskadrę do Zadań Specjalnych przy brytyjskim 138 dywizjonie. Antoni Janusz został w służbie RAF również po wojnie, szkoląc młode pokolenia lotników.
W 1949 r. poślubił Jean Oilier, którą spotkał podczas ich wspólnej pracy w brytyjskim Air Ministry. Osiedlił się też na stałe w Londynie. Amatorsko zajmował się astronomią, matematyką oraz filozofią.
Po raz pierwszy odwiedził Polskę w roku 1960.
W 1983 r. reaktywowano zawody o Puchar Gordona Bennetta. Zwyciężył w nich Stefan Makné wraz z Ireneuszem Cieślakiem, a puchar wręczył im Antoni Janusz.
Zmarł 28 sierpnia 2000 w Londynie. Zgodnie z jego wolą prochy zostały przewiezione do rodzinnego Jarocina i pochowane 16 października 2000 w grobie rodzinnym na cmentarzu parafialnym kościoła Chrystusa Króla.

## Ordery i odznaczenia
- Krzyż Kawalerski Orderu Odrodzenia Polski
- Krzyż Walecznych
- Medal Lotniczy (czterokrotnie)
- Złoty Krzyż Zasługi (dwukrotnie: 1935[7], 22 września 1936[8][9][10])
- Srebrny Krzyż Zasługi (11 listopada 1934)[11]
- Medal Pamiątkowy za Wojnę 1918–1921
- Medal Dziesięciolecia Odzyskanej Niepodległości
- Medal Obrony (Wielka Brytania)
- Medal Wojny 1939–1945 (Wielka Brytania)
- Medal Pamiątkowy Wojny 1939–1945 (Francja)

## Uczestnictwo w zawodach o Puchar Gordona Bennetta
| Edycja zawodów | Data       | Miejsce zawodów      | Lokata | Załoga                             | Balon              | Czas lotu [godz.] | Odległość [km] |
| -------------- | ---------- | -------------------- | ------ | ---------------------------------- | ------------------ | ----------------- | -------------- |
| 20             | 25.09.1932 | Bazylea (Szwajcaria) | 4      | Władysław Pomaski, Antoni Janusz   | SP-AHX Polonia     | 24:00             | 1181,00        |
| 22             | 23.09.1934 | Warszawa (Polska)    | 4      | Antoni Janusz, Ignacy Wawszczak    | SP-AMY Polonia II  | 22:04             | 1138,00        |
| 23             | 16.09.1935 | Warszawa (Polska)    | 2      | Antoni Janusz, Ignacy Wawszczak    | SP-ANA Warszawa II | 46:52             | 1567,13        |
| 24             | 30.08.1936 | Warszawa (Polska)    | 2      | Antoni Janusz, Stanisław Brenk     | SP-BCU LOPP        | 38:02             | 1534,28        |
| 25             | 20.06.1937 | Bruksela (Belgia)    | 2      | Antoni Janusz, Leszek Krzyszkowski | SP-AMY Polonia II  | 46:30             | 1364,00        |
| 26             | 11.09.1938 | Liège (Belgia)       | 1      | Antoni Janusz, Franciszek Janik    | SP-BCU LOPP        | 37:47             | 1692,00        |